# Campeonato Brasileño de Fútbol de 2020
El Campeonato Brasileño de Fútbol 2020, también conocido como el Brasileirão, es la principal competición a nivel de clubes más importante del país. El campeonato está organizado por la Confederación Brasileña de Fútbol (CBF), y se encuentra dividido en cuatro niveles o series: Serie A, Serie B, Serie C y Serie D.

## Serie A
Se disputó  del 9 de agosto de 2020 y concluyó  el 25 de febrero de 2021. Los veinte equipos participantes se enfrentaron  en un sistema de todos contra todos en partidos de ida y vuelta. Los seis primeros puestos clasificaron  a la Copa Libertadores 2021. Los siguientes seis equipos clasificaron a la Copa Sudamericana 2021. Los últimos cuatro equipos quedaron  relegados a la Serie B 2021.

### Participantes
| Equipo               | Ciudad            | Estado             | Estadio                             | Capacidad | Posición 2019 |
| -------------------- | ----------------- | ------------------ | ----------------------------------- | --------- | ------------- |
| Athletico Paranaense | Curitiba          | Paraná             | Arena da Baixada                    | 42 370    | 5.º Serie A   |
| Atlético Goianiense  | Goiânia           | Goiás              | Estadio Olímpico Pedro Ludovico     | 13.500    | 4.º Serie B   |
| Atlético Mineiro     | Belo Horizonte    | Minas Gerais       | Independência                       | 23 018    | 13.º Serie A  |
| Bahia                | Salvador          | Bahía              | Arena Fonte Nova                    | 50 000    | 11.º Serie A  |
| Botafogo             | Río de Janeiro    | Río de Janeiro     | Olímpico Nilton Santos              | 46 831    | 15.º Serie A  |
| Ceará                | Fortaleza         | Ceará              | Castelão                            | 67 037    | 16.º Serie A  |
| Corinthians          | São Paulo         | São Paulo          | Arena Corinthians                   | 47 605    | 8.º Serie A   |
| Coritiba             | Curitiba          | Paraná             | Estadio Major Antônio Couto Pereira | 40.502    | 3.º Serie B   |
| Flamengo             | Río de Janeiro    | Río de Janeiro     | Maracanã                            | 78 838    | 1.º Serie A   |
| Fluminense           | Río de Janeiro    | Río de Janeiro     | Maracanã                            | 78 838    | 14.º Serie A  |
| Fortaleza            | Fortaleza         | Ceará              | Castelão                            | 67 037    | 9.º Serie A   |
| Goiás                | Goiânia           | Goiás              | Serra Dourada                       | 41 000    | 10.º Serie A  |
| Grêmio               | Porto Alegre      | Río Grande del Sur | Arena do Grêmio                     | 55 662    | 4.º Serie A   |
| Internacional        | Porto Alegre      | Río Grande del Sur | Beira-Rio                           | 50 128    | 7.º Serie A   |
| Palmeiras            | São Paulo         | São Paulo          | Allianz Parque                      | 43 713    | 3.º Serie A   |
| RB Bragantino        | Bragança Paulista | São Paulo          | Nabi Abi Chedid                     | 17 128    | 1.º Serie B   |
| Santos               | Santos            | São Paulo          | Vila Belmiro                        | 16 068    | 2.º Serie A   |
| São Paulo            | São Paulo         | São Paulo          | Morumbí                             | 72 039    | 6.º Serie A   |
| Sport Recife         | Recife            | Pernambuco         | Ilha do Retiro                      | 32 983    | 2.º Serie B   |
| Vasco da Gama        | Río de Janeiro    | Río de Janeiro     | São Januário                        | 21 880    | 12.º Serie A  |

### Clasificación
| Pos. | Equipo               | Pts. | PJ | G  | E  | P  | GF | GC | Dif. | Clasificación 2020                                |
| ---- | -------------------- | ---- | -- | -- | -- | -- | -- | -- | ---- | ------------------------------------------------- |
| 1    | Flamengo (C)         | 71   | 38 | 21 | 8  | 9  | 68 | 48 | +20  | Campeón y fase de grupos de la Copa Libertadores. |
| 2    | Internacional        | 70   | 38 | 20 | 10 | 8  | 61 | 35 | +26  | Fase de grupos de la Copa Libertadores.           |
| 3    | Atlético Mineiro     | 68   | 38 | 20 | 8  | 10 | 64 | 45 | +19  | Fase de grupos de la Copa Libertadores.           |
| 4    | São Paulo            | 66   | 38 | 18 | 12 | 8  | 59 | 41 | +18  | Fase de grupos de la Copa Libertadores.           |
| 5    | Fluminense           | 64   | 38 | 18 | 10 | 10 | 55 | 42 | +13  | Fase de grupos de la Copa Libertadores.           |
| 6    | Grêmio               | 59   | 38 | 14 | 17 | 7  | 53 | 40 | +13  | Fase 2 de la Copa Libertadores.                   |
| 7    | Palmeiras            | 58   | 38 | 15 | 13 | 10 | 51 | 37 | +14  | Fase de grupos de la Copa Libertadores.           |
| 8    | Santos               | 54   | 38 | 14 | 12 | 12 | 52 | 51 | +1   | Fase 2 de la Copa Libertadores.                   |
| 9    | Athletico Paranaense | 53   | 38 | 15 | 8  | 15 | 38 | 36 | +2   | Fase de grupos de la Copa Sudamericana.           |
| 10   | RB Bragantino        | 53   | 38 | 13 | 14 | 11 | 50 | 40 | +10  | Fase de grupos de la Copa Sudamericana.           |
| 11   | Ceará                | 52   | 38 | 14 | 10 | 14 | 54 | 51 | +3   | Fase de grupos de la Copa Sudamericana.           |
| 12   | Corinthians          | 51   | 38 | 13 | 12 | 13 | 45 | 45 | 0    | Fase de grupos de la Copa Sudamericana.           |
| 13   | Atlético Goianiense  | 50   | 38 | 12 | 14 | 12 | 40 | 45 | −5   | Fase de grupos de la Copa Sudamericana.           |
| 14   | Bahia                | 44   | 38 | 12 | 8  | 18 | 48 | 59 | −11  | Fase de grupos de la Copa Sudamericana.           |
| 15   | Sport Recife         | 42   | 38 | 12 | 6  | 20 | 31 | 50 | −19  |                                                   |
| 16   | Fortaleza            | 41   | 38 | 10 | 11 | 17 | 34 | 44 | −10  |                                                   |
| 17   | Vasco da Gama (D)    | 41   | 38 | 10 | 11 | 17 | 37 | 56 | −19  | Descenso de categoría.                            |
| 18   | Goiás (D)            | 37   | 38 | 9  | 10 | 19 | 41 | 63 | −22  | Descenso de categoría.                            |
| 19   | Coritiba (D)         | 31   | 38 | 7  | 10 | 21 | 31 | 54 | −23  | Descenso de categoría.                            |
| 20   | Botafogo (D)         | 27   | 38 | 5  | 12 | 21 | 32 | 62 | −30  | Descenso de categoría.                            |

Actualizado a los partidos jugados el 22 de febrero de 2021.
 Fuente: CBF
Criterios de clasificación: 1) Puntos; 2) Partidos ganados; 3) Diferencia de gol; 4) Goles anotados; 5) Resultados en partidos directos (solo entre dos equipos); 6) Menor cantidad de tarjetas rojas; 7) Menor cantidad de tarjetas amarillas; 8) Sorteo.
Notas:
1. ↑  Clasificado a la Copa Libertadores 2021 como campeón de la Copa Libertadores 2020.

|                                      |
| Bandera del estado de Río de Janeiro |
| Campeón C. R. Flamengo 7.º título    |

## Serie B
Se disputó del 7 de agosto de 2020 al 29 de enero de 2021. Siguió las mismas reglas que la Serie A, en donde todos los equipos se enfrentaron en partidos de ida y vuelta. Los primeros cuatro puestos clasificaron directamente a la Serie A 2021, mientras que los últimos cuatro equipos quedaron relegados a la Serie C 2021.

### Participantes
| Equipo                     | Ciudad         | Estado             | Estadio                            | Capacidad | Posición 2019 |
| -------------------------- | -------------- | ------------------ | ---------------------------------- | --------- | ------------- |
| América Mineiro            | Belo Horizonte | Minas Gerais       | Estadio Independencia              | 23.018    | 5.º Serie B   |
| Avaí                       | Florianópolis  | Santa Catarina     | Estadio de la Ressacada            | 18 000    | 20.º Serie A  |
| Botafogo de Ribeirão Preto | Ribeirão Preto | São Paulo          | Estadio Santa Cruz                 | 29.292    | 9.º Serie B   |
| Brasil de Pelotas          | Pelotas        | Río Grande del Sur | Estadio Bento Freitas              | 18.000    | 14.º Serie B  |
| Chapecoense                | Chapecó        | Santa Catarina     | Arena Condá                        | 20 089    | 19.º Serie A  |
| Confiança                  | Aracaju        | Sergipe            | Estadio Estadual Lourival Baptista | 15 586    | 4.º Serie C   |
| CRB                        | Maceió         | Alagoas            | Estadio Rei Pelé                   | 17.126    | 7.º Serie B   |
| Cruzeiro                   | Belo Horizonte | Minas Gerais       | Mineirão                           | 62 000    | 17.º Serie A  |
| CSA                        | Maceió         | Alagoas            | Estadio Rei Pelé                   | 17.126    | 18.º Serie A  |
| Cuiabá                     | Cuiabá         | Mato Grosso        | Arena Pantanal                     | 44.000    | 8.º Serie B   |
| Figueirense                | Florianópolis  | Santa Catarina     | Estadio Orlando Scarpelli          | 19.584    | 16.º Serie B  |
| Guaraní                    | Campinas       | São Paulo          | Estadio Brinco de Ouro da Princesa | 29.130    | 13.º Serie B  |
| Juventude                  | Caxias do Sul  | Río Grande del Sur | Estadio Alfredo Jaconi             | 19 924    | 3.º Serie C   |
| Náutico                    | Recife         | Pernambuco         | Estadio dos Aflitos                | 22 856    | 1.º Serie C   |
| Oeste                      | Barueri        | São Paulo          | Arena Barueri                      | 31.452    | 15.º Serie B  |
| Operário Ferroviário       | Ponta Grossa   | Paraná             | Estadio Germano Kruger             | 8.800     | 10.º Serie B  |
| Paraná Clube               | Curitiba       | Paraná             | Estadio Durival de Britto e Silva  | 20.083    | 6.º Serie B   |
| Ponte Preta                | Campinas       | São Paulo          | Estadio Moisés Lucarelli           | 19.728    | 11.º Serie B  |
| Sampaio Corrêa             | São Luís       | Maranhão           | Estadio Governador João Castelo    | 40 149    | 2.º Serie C   |
| Vitória                    | Salvador       | Bahía              | Estadio Manoel Barradas            | 34.535    | 12.º Serie B  |

### Clasificación
| Pos. | Equipo               | Pts. | PJ | G  | E  | P  | GF | GC | Dif. | Clasificación 2020-21  |
| ---- | -------------------- | ---- | -- | -- | -- | -- | -- | -- | ---- | ---------------------- |
| 1    | Chapecoense          | 73   | 38 | 20 | 13 | 5  | 42 | 21 | +21  | Ascenso a Serie A 2021 |
| 2    | América Mineiro      | 73   | 38 | 20 | 13 | 5  | 43 | 23 | +20  | Ascenso a Serie A 2021 |
| 3    | Juventude            | 61   | 38 | 17 | 10 | 11 | 52 | 42 | +10  | Ascenso a Serie A 2021 |
| 4    | Cuiabá               | 61   | 38 | 17 | 10 | 11 | 48 | 40 | +8   | Ascenso a Serie A 2021 |
| 5    | CSA                  | 58   | 38 | 16 | 10 | 12 | 50 | 37 | +13  |                        |
| 6    | Sampaio Corrêa       | 57   | 38 | 17 | 6  | 15 | 50 | 38 | +12  |                        |
| 7    | Ponte Preta          | 57   | 38 | 16 | 9  | 13 | 54 | 49 | +5   |                        |
| 8    | Operário Ferroviário | 57   | 38 | 15 | 12 | 11 | 40 | 34 | +6   |                        |
| 9    | Avaí                 | 55   | 38 | 16 | 7  | 15 | 45 | 49 | −4   |                        |
| 10   | CRB                  | 52   | 38 | 15 | 7  | 16 | 48 | 47 | +1   |                        |
| 11   | Cruzeiro             | 49   | 38 | 14 | 13 | 11 | 39 | 32 | +7   |                        |
| 12   | Brasil de Pelotas    | 49   | 38 | 11 | 16 | 11 | 31 | 33 | −2   |                        |
| 13   | Guarani              | 48   | 38 | 13 | 9  | 16 | 41 | 48 | −7   |                        |
| 14   | Vitória              | 48   | 38 | 11 | 15 | 12 | 45 | 45 | 0    |                        |
| 15   | Confiança            | 46   | 38 | 12 | 10 | 16 | 38 | 46 | −8   |                        |
| 16   | Náutico              | 44   | 38 | 10 | 14 | 14 | 35 | 42 | −7   |                        |
| 17   | Figueirense          | 39   | 38 | 9  | 12 | 17 | 35 | 49 | −14  | Descenso de categoría  |
| 18   | Paraná               | 37   | 38 | 9  | 10 | 19 | 34 | 50 | −16  | Descenso de categoría  |
| 19   | Botafogo-SP          | 34   | 38 | 8  | 10 | 20 | 26 | 39 | −13  | Descenso de categoría  |
| 20   | Oeste                | 29   | 38 | 7  | 8  | 23 | 28 | 60 | −32  | Descenso de categoría  |

Actualizado a los partidos jugados el 29 de enero de 2021.
 Fuente: CBF
Notas:
1. ↑  Cruzeiro se le descontaron 6 puntos.

- Antes del comienzo del campeonato, Cruzeiro, por decisión de la FIFA, comenzó el torneo con seis puntos menos. Esto se debe al hecho de que el club no pagó una deuda de préstamo al contratar un jugador.[2]

| Bandera del estado de Santa Catarina |
| Campeón                              |
| Chapecoense 1° título                |

## Serie C
La Serie C del Campeonato de fútbol de Brasil 2020 se disputó del 8 de agosto de 2020 al 30 de enero de 2021. Se jugó con 20 clubes, donde los cuatro semifinalistas ascendieron a la  Serie B y los dos últimos de cada grupo en la primera etapa descendieron a la Serie D.

### Participantes
| Equipo              | Ciudad             | Estado             | Estadio                  | Posición 2019 |
| ------------------- | ------------------ | ------------------ | ------------------------ | ------------- |
| Boa Esporte         | Varginha           | Minas Gerais       | Melão                    | 15.º Serie C  |
| Botafogo            | João Pessoa        | Paraíba            | Almeidão                 | 11.º Serie C  |
| Brusque             | Brusque            | Santa Catarina     | Augusto Bauer            | 1.º Serie D   |
| Criciúma            | Criciúma           | Santa Catarina     | Estadio Heriberto Hülse  | 19.º Serie B  |
| Ferroviário         | Fortaleza          | Ceará              | Elzir Cabral             | 10.º Serie C  |
| Imperatriz          | Imperatriz         | Maranhão           | Frei Epifânio D'Abadia   | 6.º Serie C   |
| Ituano              | Novelli Júnior     | São Paulo          | Arena da Floresta        | 3.º Serie D   |
| Jacuipense          | Riachão do Jacuípe | Bahía              | Valfredão                | 4.º Serie D   |
| Londrina            | Londrina           | Paraná             | Estadio do Café          | 17.º Serie B  |
| Manaus              | Manaus             | Amazonas           | Arena da Amazônia        | 1.º Serie D   |
| Paysandu            | Belém              | Pará               | Curuzú                   | 5.º Serie C   |
| Remo                | Belém              | Pará               | Estadio Olímpico do Pará | 9.º Serie C   |
| Santa Cruz          | Recife             | Pernambuco         | Arruda                   | 13.º Serie C  |
| São Bento           | Sorocaba           | São Paulo          | Walter Ribeiro           | 18.º Serie B  |
| São José            | Porto Alegre       | Río Grande del Sur | Passo d'Areia            | 8.º Serie C   |
| Tombense            | Tombos             | Minas Gerais       | Almeidão                 | 14.º Serie C  |
| Treze               | Campina Grande     | Paraíba            | Presidente Vargas        | 16.º Serie C  |
| Vila Nova           | Goiânia            | Goiás              | Serra Dourada            | 20.º Serie B  |
| Volta Redonda       | Volta Redonda      | Río de Janeiro     | Raulino de Oliveira      | 12.º Serie C  |
| Ypiranga de Erechim | Erechim            | Río Grande del Sur | Colosso da Lagoa         | 7.º Serie C   |

### Clasificación
| Pos. | Equipo              | Pts. | PJ | G  | E | P  | GF | GC | Dif. | Clasificación 2021         |
| ---- | ------------------- | ---- | -- | -- | - | -- | -- | -- | ---- | -------------------------- |
| 1    | Vila Nova           | 47   | 26 | 13 | 8 | 5  | 34 | 21 | +13  | Ascenso a la Serie B 2021  |
| 2    | Remo                | 41   | 26 | 11 | 8 | 7  | 30 | 23 | +7   | Ascenso a la Serie B 2021  |
| 3    | Londrina            | 38   | 24 | 10 | 8 | 6  | 27 | 22 | +5   | Ascenso a la Serie B 2021  |
| 4    | Brusque             | 38   | 24 | 10 | 8 | 6  | 32 | 32 | 0    | Ascenso a la Serie B 2021  |
| 5    | Santa Cruz          | 45   | 24 | 13 | 6 | 5  | 40 | 23 | +17  |                            |
| 6    | Ypiranga de Erechim | 38   | 24 | 11 | 5 | 8  | 39 | 35 | +4   |                            |
| 7    | Paysandu            | 36   | 24 | 10 | 6 | 8  | 31 | 22 | +9   |                            |
| 8    | Ituano              | 34   | 24 | 9  | 7 | 8  | 35 | 30 | +5   |                            |
| 9    | Tombense            | 27   | 18 | 7  | 6 | 5  | 21 | 18 | +3   |                            |
| 10   | Manaus              | 26   | 18 | 6  | 8 | 4  | 19 | 18 | +1   |                            |
| 11   | Jacuipense          | 24   | 18 | 6  | 6 | 6  | 19 | 21 | −2   |                            |
| 12   | Ferroviário         | 23   | 18 | 6  | 5 | 7  | 27 | 22 | +5   |                            |
| 13   | Volta Redonda       | 23   | 18 | 5  | 8 | 5  | 31 | 23 | +8   |                            |
| 14   | São José-RS         | 20   | 18 | 5  | 5 | 8  | 15 | 23 | −8   |                            |
| 15   | Botafogo-PB         | 20   | 18 | 4  | 8 | 6  | 19 | 17 | +2   |                            |
| 16   | Criciúma            | 19   | 18 | 4  | 7 | 7  | 20 | 25 | −5   |                            |
| 17   | Treze               | 19   | 18 | 4  | 7 | 7  | 19 | 21 | −2   | Descenso a la Serie D 2021 |
| 18   | São Bento           | 17   | 18 | 3  | 8 | 7  | 13 | 20 | −7   | Descenso a la Serie D 2021 |
| 19   | Boa Esporte         | 15   | 18 | 2  | 9 | 7  | 17 | 23 | −6   | Descenso a la Serie D 2021 |
| 20   | Imperatriz          | 1    | 18 | 0  | 1 | 17 | 10 | 60 | −50  | Descenso a la Serie D 2021 |

Actualizado a los partidos jugados el 30 de enero de 2021.
 Fuente: CBF
| Bandera del estado de Goiás |
| Campeón                     |
| Vila Nova 3° título         |

## Serie D
La Serie D del Campeonato Brasileño de Fútbol de 2020, se efectuó del 6 de septiembre de 2020 al 6 de febrero de 2021. Fue la duodécima edición de la competición de fútbol profesional equivalente a la cuarta división en Brasil. Esta edición fue disputada por 68 equipos, que se clasificaron a través de los campeonatos estatales y por otros torneos realizados a cargo de cada una de las federaciones estatales.

### Participantes
| Estado                                       | Equipo                                                  | Vía de clasificación |
| -------------------------------------------- | ------------------------------------------------------- | --- |
| Acre 2 cupos + 1 adicional                   | Atlético - AC Gálvez Rio Branco - AC                    | 20.º puesto de la Serie C 2019 Subcampeón del Campeonato Acreano 2019 Segundo mejor ubicado del Campeonato Acreano 2019                                                                 |
| Alagoas 2 cupos                              | Coruripe Jacyobá                                        | Mejor ubicado del Campeonato Alagoano 2019 Segundo mejor ubicado del Campeonato Alagoano 2019                                                                                           |
| Amapá 2 cupo                                 | Santos - AP Ypiranga                                    | Campeón de Campeonato Amapaense 2019 Subcampeón de Campeonato Amapaense 2019 |
| Amazonas 2 cupos                             | Fast Clube Nacional - AM                                | Subcampeón del Campeonato Amazonense 2019 Segundo mejor ubicado del Campeonato Amazonense 2019                                                                                          |
| Bahía 3 cupos                                | Atlético Alagoinhas Bahia de Feira Vitória da Conquista | Segundo mejor ubicado del Campeonato Baiano 2019 Subcampeón del Campeonato Baiano 2019 Tercer mejor ubicado del Campeonato Baiano 2019                                                  |
| Ceará 2 cupos                                | Floresta Guarany de Sobral                              | Mejor ubicado del Campeonato Cearense 2019 Segundo mejor ubicado del Campeonato Cearense 2019                                                                                           |
| Distrito Federal 2 cupos                     | Brasiliense Gama                                        | Subcampeón del Campeonato Brasiliense 2019 Campeón del Campeonato Brasiliense 2019 |
| Espírito Santo 2 cupos                       | Real Noroeste Vitória - ES                              | Campeón de la Copa Espírito Santo de 2019 Campeón del Campeonato Capixaba 2019 |
| Goiás 3 cupos                                | CRAC Goianésia Goiânia                                  | Segundo mejor ubicado del Campeonato Goiano 2019 Tercer mejor ubicado del Campeonato Goiano 2019 Mejor ubicado del Campeonato Goiano 2019                                               |
| Maranhão 2 cupos                             | Juventude - MA Moto Club                                | Campeón de la Copa FMF de 2019 Subcampeón del Campeonato Maranhense 2019 |
| Mato Grosso 2 cupos + 1 adicional            | CEOV Sinop União Rondonópolis                           | Subcampeón del Campeonato Matogrossense 2019 Tercero mejor ubicado del Campeonato Matogrossense 2019 Segundo mejor ubicado del Campeonato Matogrossense 2019                            |
| Mato Grosso del Sur 2 cupos                  | Aquidauanense Águia Negra                               | Subcampeón del Campeonato Sul-Matogrossense 2019 Campeón del Campeonato Sul-Matogrossense 2019                                                                                          |
| Minas Gerais 3 cupos                         | Caldense Tupynambás Villa Nova - MG                     | Mejor ubicado del Campeonato Mineiro 2019 Segundo mejor ubicado del Campeonato Mineiro 2019 Tercer mejor ubicado del Campeonato Mineiro 2019                                            |
| Pará 2 cupos                                 | Independente Bragantino - PA                            | Subcampeón del Campeonato Paraense 2019 Segundo mejor ubicado del Campeonato Paraense 2019                                                                                              |
| Paraíba 2 cupos                              | Atlético Cajazeirense Campinense                        | Segundo mejor ubicado del Campeonato Paraibano 2019 Subcampeón del Campeonato Paraibano 2019                                                                                            |
| Paraná 3 cupos                               | Cascavel Nacional - PR Toledo                           | Segundo mejor ubicado del Campeonato Paranaense 2019 Campeón de la Copa FPF 2019 Subcampeón del Campeonato Paranaense 2019                                                              |
| Pernambuco 3 cupos                           | Central Salgueiro Afogados                              | Tercer mejor ubicado del Campeonato Pernambucano 2019 Segundo mejor ubicado del Campeonato Pernambucano 2019 Mejor ubicado del Campeonato Pernambucano 2019                             |
| Piauí 2 cupos                                | Altos Ríver - PI                                        | Subcampeón del Campeonato Piauiense 2019 Campeón del Campeonato Piauiense 2019 |
| Río de Janeiro 3 cupos                       | Bangu Cabofriense Portuguesa - RJ                       | Mejor ubicado del Campeonato Carioca 2019 Segundo mejor ubicado del Campeonato Carioca 2019 Subcampeón de la Copa Río 2019                                                              |
| Río Grande del Norte 2 cupos + 2 adicionales | América de Natal Globo Potiguar de Mossoró ABC          | Campeón del Campeonato Potiguar 2019 18.º puesto de la Serie C 2019 Segundo mejor ubicado del Campeonato Potiguar 2019 17.º puesto de la Serie C 2019                                   |
| Río Grande del Sur 3 cupos                   | Caxias do Sul Pelotas São Luiz                          | Mejor ubicado del Campeonato Gaúcho 2019 Campeón de la Copa FGF 2019 Segundo mejor ubicado del Campeonato Gaúcho 2019                                                                   |
| Rondonia 2 cupos                             | Ji-Paraná Vilhenense                                    | Subcampeón del Campeonato Rondoniense 2019 Campeón del Campeonato Rondoniense 2019 |
| Roraima 2 cupos                              | Baré São Raimundo - RR                                  | Subcampeón del Campeonato Roraimense 2019 Campeón del Campeonato Roraimense 2019 |
| São Paulo 4 cupos                            | Mirassol Novorizontino São Caetano Ferroviária          | Cuarto mejor ubicado del Campeonato Paulista 2019 Segundo mejor ubicado del Campeonato Paulista 2019 Campeón de la Copa Paulista 2019 Tercer mejor ubicado del Campeonato Paulista 2019 |
| Santa Catarina 3 cupos                       | Joinville Marcílio Dias Tubarão                         | Segundo mejor ubicado del Campeonato Catarinense 2019 Mejor ubicado del Campeonato Catarinense 2019 Tercer mejor ubicado del Campeonato Catarinense 2019                                |
| Sergipe 2 cupos                              | Freipaulistano Itabaiana                                | Campeón del Campeonato Sergipano 2019 Subcampeón del Campeonato Sergipano 2019 |
| Tocantins 2 cupos                            | Palmas Tocantinópolis                                   | Campeón del Campeonato Tocantinense 2019 Subcampeón del Campeonato Tocantinense 2019 |

| Bandera del estado de São Paulo |
| Campeón                         |
| Mirassol 1° título              |